# Euperissus
Euperissus é um gênero de traça pertencente à família Agonoxenidae.